# Banu Bariq
Die Banu Bariq (arabisch بنو بارق, DMG Banū Bāriq; auch Banu Barik) waren zu Zeiten Mohammeds ein bedeutender Verbund arabischer Stämme in Jemen, im Südwesten Yathribs (Medina). Sie begannen im 3. Jahrhundert n. Chr. mit der Wanderung nach Norden. Der Banu Bariq stellt einen Zweig des Stammes der Azd dar.